# Friendly Persuasion (1975)
Friendly Persuasion ist ein US-amerikanisches Filmdrama von Regisseur Joseph Sargent aus dem Jahre 1975. Diese Adaption des Buches The Friendly Persuasion von Jessamyn West unterscheidet sich dadurch von der Verfilmung von 1956, dass sie mehr aus der Fortsetzung Except for Me and Thee erzählt.

## Inhalt
Zur Zeit des Amerikanischen Bürgerkriegs hilft die Quäkerfamilie Jess und Eliza Birdwell weggelaufenen Sklaven, wohl wissend, dass sie dafür getötet werden könnten.

## Veröffentlichung
In den Vereinigten Staaten kam der Film am 18. Mai 1975 auf ABC.